# Agnese Lāce
Agnese Lāce (Talsi, Letonia, 23 de agosto de 1987) es una política letona del partido Progresistas que desde 2024 ocupa el cargo de ministro de cultura en el país. Anteriormente fue secretaria parlamentaria del ministro de Cultura entre 2023 y 2024, y trabajó en organización no gubernamental Providus entre 2016 y 2023.